# Биркін Дмитро Гаврилович
Дмитро Гаврилович Би́ркін (нар. 1819 — пом. 24 травня 1886) — російський військовий інженер, генерал-лейтенант з 1878 року, начальник Київського військово-інженерного управління; один з засновників видової фотографії в Україні. Кавалер ордена Білого Орла з 1884 року.

## Біографія
Народився у 1819 році. 1838 року закінчив офіцерські класи інженерного училища, звідки, з чином підпоручика, був зарахований до корпусу військових інженерів.
Працював переважно в Києві: впродовж 1857—1865 років був командиром інженерної команди; впродовж 1865—1874 років — начальником інженерів Київського військового округу, брав безпосередню участь у зведенні та реконструкції багатьох капітальних споруд міста, в тому числі: Володимирського собору і цивільної в'язниці, де ним влаштована зразкова вентиляція.
Як фотограф-аматор працював з кінця 1850-х років. Заснував в Києві велику фотографічну майстерню і створив особливий фотографічний прилад для зйомки і нівелювання місцевості. Його знімки широко репродукувалися у виданнях кінця 1850-х, початку 1860-х років.
1866 року, за рекомедацією Миколи Закревського, виконав серію видових фотознімків Києва для Московського археологічного товариства. Автор першої фотографічної панорами Подолу.
Помер 24 травня 1886 року.